# Автокінотеатр
Автокінотеатр — це один з типів кінотеатрів, що складається з великого екрану, проєктора, буфету та великого простору для паркування авто. У цьому місці глядачі можуть з комфортом та відчуттям приватності переглядати фільми у своїх авто. Деякі варіанти автокінотеатрів мають спеціальні зони для дітей та зону відпочинку зі столиками та стільцями.
Екраном може бути звичайна біла стіна, на яку передається зображення з проектору, або спеціальна конструкція. У деяких автокінотеатрах звук передається через великі колонки, але у більшості сучасних варіантів кінотеатрів для авто застосовується система, що передає звук фільму індивідуально до кожної автіки.

## Історія автокінотетрів

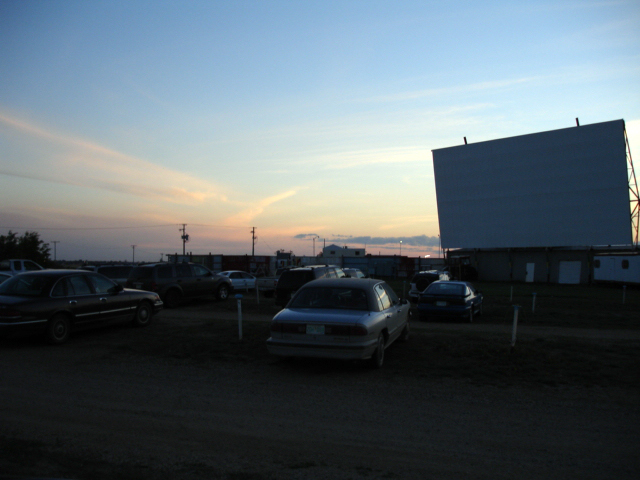
Приклад одного з багатьох автокінотеатрів у Сполучених Штатах Америки

#### Перша половина XX століття
Перший відомий автокінотеатр — Theatre de Guadalupe було відкрито 23 квітня 1915 року у місті Las Cruces, New Mexico, що у Сполучених Штатах Америки. Одночасно переглядати фільм на території кінотеатру могли близько 700 людей та 40, чи навіть більше, автомобілів.
Першим фільмом, що показали у цьому автокінотеатрі був «Bags of Gold» Зігмунда Любіна.
Невдовзі автокінотеатр було перейменовано у De Lux Theater, після чого він був закритий у 1916 році.
Протягом першої половини 20 століття було засновано багато автокінотеатрів, що постійно вдосконалювалися новими технологіями та ідеями їх авторів, більшість із них знаходилися у Сполучених Штатах Америки. Перші автокінотеатри мали проблеми зі звуком через колонки, що було розташовано просто перед автомобілями. Рішенням для проблеми зі звуком став винахід компанії RCA, яка вивела на ринок індивідуальні колонки для кожного глядача з регуляцією гучності.
30-ті роки XX століття стали визначним періодом у розвитку автокінотеатрів, кожного року відкривалися нові заклади та майже усі з них відрізнялися індивідуальним підходом до технологій перегляду.
З 15 квітня 1934 до 1939 рік було відкрито більше 12 автокінотеатрів по всій території Сполучених Штатів — Пенсильванія, Лос-Анджелес, Массачусетс, Огайо, Роуд-Айленд, Каліфорнія, Мен, Меріленд, Мічиган, Нью-Йорк, Техас та Вірджинія.

#### Розвиток автокінотеатрів після Другої Світової
У 1945 році, 9 з 15 автокінотеатрів у Сполучених Штатах Америки були відкриті Філіппом Смітом, американським бізнесменом та засновником автокінотеатрів на середньому заході Сполучених Штатів.
Якщо до цього в Америці відкривалося достатньо не багато автокінотеатрів, то майже одразу після закінчення Другої Світової їх кількість почала зростати на сотні кожного року, це пов'язано з швидким розвитком міст та житлових районів й зростанням кількості населення, що має власне авто. Цей процес часто відносять до так званого періоду «Baby Boom», коли рейтинг народжуваності помітно збільшився й населення Сполучених Штатів Америки почало зростати дуже високими темпами.
З 1947 по 1951 рік кількість автокінотеатрів у Сполучених Штатах зросла з 155 до 4151 закладу.
Популярність саме такого виду кінотеатрів пов'язана з маленькою вартістю утримання самого автокінотеатру та можливістю створити місце для перегляду майже у будь-якому місці, що було важливим моментом для глядачів у 50-х та 60-х роках, коли вартість палива, що потрібно було витратити на подорож до міста, перебільшувала вартість самого квитка у декілька разів. Автокінотеатри дуже часто знаходяться поза містом біля шосе та доріг, тому мають великий попит серед американців, що мешкають у маленьких містечках та селах, де немає власного кінотеатру у звичному форматі.
Однією з переваг автокінотеатрів є приватність та можливість переглядати фільми разом з дітьми чи усією родиною, при цьому не заважаючи іншим. Пізніше саме для родин, що приїхали з дітьми, на території автокінотеатрів почали розташовувати невеликі дитячі зони, кімнати для дітей та мам й навіть поля для різних видів спорту, на яких діти можуть перебувати, поки батьки зайняті переглядом фільму.
У особливих випадках, автокінотеатри можуть мати навіть власні мотелі, до яких можуть завітати відвідувачі, яким потрібно переночувати на місці.
На вершині свого розвитку автокінотеатри для збільшення уваги до показу залучали відомих акторів чи музикантів, що виступали перед початком фільму. На території кінотеатру могли знаходитися й інші розважальні заклади, що разом складали вже цілий розважальний парк — маленький зоопарк, власне кафе чи ресторан, мотель, зони для дітей, спортивні поля.
Найбільший автокінотеатр, «Johny All-Weather Drive-In» у Копейг, Нью-Йорк, міг одночасно вмістити 2500 автомобілів, мав свій повноцінний ресторан, транспортну систему для переміщення глядачів по території та звичайний величезний кінотеатр у будівлі, де могли б знаходитися глядачі під час поганої погоди чи у випадках, коли відвідувач хотів переглядати фільм у звичних комфортних умовах.